# قرار مجلس الأمن التابع للأمم المتحدة رقم 992
قرار مجلس الأمن التابع للأمم المتحدة رقم 992، المتخذ بالإجماع في 11 أيار / مايو 1995، بعد إعادة التأكيد على جميع القرارات المتعلقة بالحالة في يوغوسلافيا السابقة، بما في ذلك القرار رقم 820 (1993)، تناول المجلس حرية الملاحة في نهر الدانوب.
وأعرب مجلس الأمن عن رغبته في الوصول البحري دون عوائق على نهر الدانوب. أثيرت مخاوف بشأن الرسوم غير القانونية المفروضة على السفن الأجنبية التي تعبر نهر الدانوب في أراضي صربيا والجبل الأسود. تم تذكير الدول بالتزاماتها في القرار 757 (1992) بعدم إتاحة الأموال لصربيا والجبل الأسود وبأنها قد تطلب سداد الرسوم المفروضة بشكل غير قانوني على سفنها. لوحظ أن السفن المملوكة أو المسجلة في صربيا والجبل الأسود كانت على الجانب الأيسر من ضفة نهر الدانوب بينما تم إجراء الإصلاحات على الجانب الأيمن من الشاطى. وفي هذا الصدد، تم الاعتراف بأن هذا سيتطلب استثناءً من أحكام القرار 820.
بموجب الفصل السابع من ميثاق الأمم المتحدة، تقرر أن السفن من صربيا والجبل الأسود يمكنها استخدام هويس الرومانية على الضفة اليسرى لنهر الدانوب. سوف يدخل القرار الحالي حيز التنفيذ بمجرد اقتناع اللجنة المنشأة بموجب القرار 724 (1991) بأن إصلاحات قفل نظام بوابات الحديد 1 على الجانب الأيمن من الشاطى قد اكتملت. وسيظل القرار ساري المفعول لفترة أولية مدتها 60 يوماً.
طُلب من رومانيا مراقبة استخدام الأقفال وفحص السفن وحمولتها إذا لزم الأمر، للتأكد من عدم تحميل أو تفريغ أي بضائع أثناء مرور السفن عبر أقفال نظام البوابات الحديدية 1. ويمكن منع دخول أي سفينة تنتهك قرارات مجلس الأمن. وتنتهي الإعفاءات في يوم العمل الثالث إذا تم الإبلاغ عن انتهاكات ما لم يقرر المجلس خلاف ذلك.

## روابط خارجية
- نص القرار في undocs.org